# Cadre d'emplois
Pour les articles homonymes, voir Cadre.
Ne doit pas être confondu avec Cadre d'entreprise.
En France, dans la fonction publique territoriale, les cadres d'emplois constituent autant de statuts particuliers[pas clair] correspondant à différents emplois à pourvoir.

## Définition
L'article 4 de la loi no 84-53 du 26 janvier 1984 prévoyait que les fonctionnaires territoriaux seraient regroupés en corps comme les fonctionnaires de l'État et des établissements publics hospitaliers, mais la loi no 87-529 du 13 juillet 1987 y a substitué la notion de cadre d'emplois. Seuls les agents de la commune-département de Paris ont été groupés en corps.
La loi précitée du 26 janvier 1984 dispose : « Un cadre d'emplois regroupe les fonctionnaires soumis au même statut particulier, titulaires d'un grade leur donnant vocation à occuper un ensemble d'emplois. Chaque titulaire d'un grade a vocation à occuper certains des emplois correspondant à ce grade. Le cadre d'emplois peut regrouper plusieurs grades. »

## Accès aux différents cadres d'emplois
L'accès aux différents cadres d'emplois est conditionné à la réussite à un concours, ou à l'obtention d'une promotion interne.
Le concours peut être :
- externe pour les candidats n'étant pas déjà dans la fonction publique (étudiants, à la recherche d'un emploi) ;
- interne pour les fonctionnaires ayant effectué quatre années de service effectif ;
- un troisième concours pour les personnes ayant travaillé au moins huit années dans le secteur privé.

Pour chaque niveau du cadre d'emploi, différents concours sont organisés. Pour le cadre d'administrateur territorial, le concours est celui de l'Institut national des études territoriales (INET). Pour le cadre des attachés territoriaux, les concours sont organisés au niveau départemental par chaque centre de gestion de la fonction publique territoriale. La mairie de Paris qui dispose d'un statut particulier ne dépend d'aucun centre puisqu'elle est son propre centre de gestion. Elle organise donc son propre concours d'attaché à la mairie de Paris.
Les autres cadres d'emplois sont pourvus par des concours spécifiques organisés pour chaque filière et chaque cadre d'emploi en fonction des besoins. Chaque année sont ainsi organisés par les centres de gestion ou par le Centre national de la fonction publique territoriale des concours d'ingénieur territorial, d'animateur, ou encore de professeurs territoriaux.

## Typologie
Les cadres d'emplois sont, à leur tour, groupés dans dix filières métiers. Au sein d'une même filière, il existe plusieurs cadres d'emplois. Chaque cadre d'emplois est rattaché à l'une des trois catégories A, B et C (voir à ce propos l'article fonction publique française). Ainsi, la filière administrative comprend les cadres d'emplois d'administrateur territorial, d'attaché territorial et de secrétaire de mairie en catégorie A, de rédacteur territorial en catégorie B, d'adjoint administratif en catégorie C (en application d'une loi du 22 décembre 2006, la catégorie d'agent administratif a été supprimée. Les agents administratifs ont été intégrés dans le cadre d'emplois des adjoints administratifs). Le statut de chaque cadre d'emplois est national et fixé par décret en Conseil d'État.
- Administrative :
  - Administrateurs territoriaux (cat. A+) ;
  - Attachés territoriaux (cat. A) ;
  - Secrétaires de mairie (cat. A) ;
  - Rédacteurs territoriaux (cat. B) ;
  - Adjoints administratifs territoriaux (cat. C) ;
- Technique :
  - Ingénieurs territoriaux en chef (cat. A+) ;
  - Ingénieurs territoriaux (cat. A) ;
  - Techniciens territoriaux (cat. B) ;
  - Agents de maitrise territoriaux (cat. C) ;
  - Agents de maîtrise territoriaux des établissements d'enseignement (cat. C) ;
  - Adjoints techniques territoriaux (cat. C) ;
  - Adjoints techniques territoriaux des établissements d'enseignement (cat. C) ;
- Culturelle :
  - Conservateurs territoriaux du patrimoine (cat. A+) ;
  - Conservateurs territoriaux des bibliothèques (cat. A+) ;
  - Directeurs d'établissements territoriaux d'enseignement artistique (cat. A) ;
  - Professeurs territoriaux d'enseignement artistique (cat. A) ;
  - Attachés territoriaux de conservation du patrimoine (cat. A) ;
  - Bibliothécaires territoriaux (cat. A) ;
  - Assistants territoriaux de conservation du patrimoine et des bibliothèques (cat. B) ;
  - Assistants territoriaux d'enseignement artistique (musique, danse, art dramatique, arts plastiques) (cat. B) ;
  - Adjoints territoriaux du patrimoine (cat. C).
- Sportive :
  - Conseillers territoriaux des activités physiques et sportives (cat. A) ;
  - Éducateurs territoriaux des activités physiques et sportives (cat. B) ;
  - Opérateurs territoriaux des activités physiques et sportives (cat. C).
- Animation :
  - Animateur territorial (cat. B) ;
  - Adjoint territorial d'animation (cat. C).
- Sociale :
  - Conseillers territoriaux socio-éducatifs (cat. A) ;
  - Assistants territoriaux socio-éducatifs (cat. B) ;
  - Éducateurs territoriaux de jeunes enfants (cat. B) ;
  - Moniteurs-éducateurs territoriaux (cat. B) ;
  - Agents territoriaux spécialisés des écoles maternelles (cat. C).
  - Agents sociaux territoriaux (cat. C).
- Médico-sociale :
  - Médecin territorial (cat. A) ;
  - Psychologue territorial (cat. A) ;
  - Sage-femme territoriale (cat. A) ;
  - Puéricultrices cadres territoriaux de santé (cat. A) ;
  - Cadres territoriaux de santé infirmiers, rééducateurs (cat. A) ;
  - Puéricultrices territoriales (cat. A) ;
  - Infirmiers territoriaux (cat. B) ;
  - Auxiliaires territoriaux de puériculture (cat. C).
  - Auxiliaires territoriaux de soins (cat. C).
- Médico-technique :
  - Biologiste, vétérinaire et pharmacien territorial (cat. A) ;
  - Techniciens paramédicaux territoriaux (cat. B) ;
- Police municipale :
  - Directeurs de police municipale (cat. A) ;
  - Chefs de service de police municipale (cat. B) ;
  - Agents de police municipale (cat. C).
  - Gardes champêtres (cat. C).
- Incendie et secours :
  - Capitaines, commandants, lieutenants-colonels et colonels de sapeurs-pompiers professionnels (cat. A+) ;
  - Médecins et pharmaciens de sapeurs-pompiers professionnels (cat. A) ;
  - Lieutenants de sapeurs-pompiers professionnels (cat. B) ;
  - Infirmiers d’encadrement de sapeurs-pompiers professionnels (cat. A) ;
  - Infirmiers de sapeurs-pompiers professionnels (cat. B) ;
  - Sapeurs-pompiers professionnels non officiers (cat. C).